# Manuel Guajiro Mirabal
Manuel „Guajiro“ Mirabal, vlastním jménem Luis Manuel Mirabal Vázquez (5. května 1933, Melena del Sur, Kuba – 28. října 2024, Havana, Kuba) byl kubánský trumpetista, hrající převážně guajiru a jazz.

## Život a kariéra
Manuel „Guajiro“ Mirabal se začal učit hře na trubku již jako velmi mladý. Profesionální dráhu zahájil v roce 1951. V roce 1953 se stal členem orchestru Swing Casino a o tři roky později zakládá Conjunto Rumbavana. Přezdívku „Guajiro“ mu dal Tito Gómez, zpěvák Orquesta Riverside, jehož členem se Mirabal stal v roce 1960. V dalších letech vystupoval Manuel „Guajiro“ Mirabal s různými orchestry a skupinami, mimo jiné i s Orquesta del ICRT, orchestrem kubánského státního rozhlasu a televize.
V roce 1996 se Manuel „Guajiro“ Mirabal připojil k projektu Ry Coodera Buena Vista Social Club. Hrál sóla na trubku na albu projektu i na dalších sólových albech ostatních členů této formace. Účinkoval i ve stejnojmenném dokumentárním filmu, který o projektu natočil režisér Wim Wenders v roce 1999 a který zúčastněným hudebníkům přinesl světovou popularitu.
Na základě svého úspěšného spoluúčinkování na albech Buena Vista Social Clubu vydal Manuel „Guajiro“ Mirabal u hudebního vydavatelství World Circuit také svou sólovou desku Buena Vista Social Club presents... Manuel Guajiro Mirabal.
Manuel „Guajiro“ Mirabal zemřel v Havaně v pondělí 28. října 2024.

## Diskografie a filmografie
(Neúplná diskografie od roku 1996)

### Sólová alba
- Buena Vista Social Club presents... Manuel „Guajiro“ Mirabal, 2005 (World Circuit)

### Spolupráce na ostatních albech
- Buena Vista Social Club, 1996 (World Circuit)
- A Toda Cuba Le Gusta (Afro-Cuban All Stars), 1997 (World Circuit)
- Introducing... Rubén González, 1997 (World Circuit)
- Buena Vista Social Club presents... Ibrahim Ferrer, 1999 (World Circuit)
- Distinto, Diferente (Afro-Cuban All Stars), 1999 (World Circuit)
- Chanchullo (Rubén González), 2000 (World Circuit)
- Buena Vista Social Club presents... Omara Portuondo, 2000 (World Circuit)
- Cachaíto (Orlando „Cachaíto“ López), 2001 (World Circuit)
- Buenos Hermanos (Ibrahim Ferrer), 2003 (World Circuit)
- Mi sueño (Ibrahim Ferrer), 1996 (World Circuit)

### Filmy
- Buena Vista Social Club (dokumentární film, též na DVD, režie Wim Wenders), 1999 (Road Movies Filmproduktion)